# تشينغ يتشينغ
تشينغ يتشنغ هو ممثل صيني ولد في 26 أغسطس 1993 تخرج من الأكاديمية الوطنية لفنون المسرح الصيني وتخصص في الأوبر الصينية.

## نبذة
ولد تشينغ في تشينغ 26 أغسطس 1993 في مدينة جيلين، الصين، مثل تشينغ لأول مرة في عام 2012 في فيلم (The Cosplayers)، و أول مسلسل مثل به هو (A Legend of Chinese Immortal)، أشتهر تشينغ بدوره في مسلسل (Swords of Legends) وفي نفس العام مثل في مسلسل الذي اشتهر به وأخذ دور البطولة به.